# Andreas Wagner (Politiker, 1960)

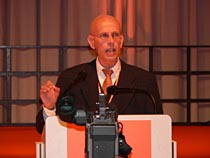
Andreas Wagner

Andreas Wagner (* 1960 in Gelsenkirchen) ist ein deutscher Politiker. Er war Mitglied im Bundesvorstand der WASG. Im April 2006 kündigte er seinen Austritt aus der WASG an. Für eine kurze Zeit arbeitete er als Berater für die NPD-Fraktion im sächsischen Landtag.

## Leben
Der gelernte Schriftsetzer Andreas Wagner aus Gelsenkirchen war nach eigenen Angaben bereits als Schüler politisch engagiert und wurde als Lehrling in der damaligen IG Druck und Papier aktiv. Seit 1988 ist er als selbstständiger Handelsvertreter im Versicherungsaußendienst tätig. 1992 zog er in das sächsische Chemnitz und gehörte dort zu den Mitbegründern der Initiative „Arbeit und soziale Gerechtigkeit“ sowie des Aktionsbündnisses „Aus Wut wird Widerstand.“ Auf dem 1. Bundesparteitag der WASG in Dortmund wurde Wagner in den erweiterten Bundesvorstand gewählt.
Im April 2006 rief seine Ankündigung, Mitglied der NPD zu werden, bundesweit mediales Aufsehen hervor. Gegenüber der Leipziger Volkszeitung hatte er geäußert, die Parteiführung habe die Idee der WASG verraten und verkauft. Die Parteiprogramme von WASG und NPD seien „an vielen Punkten ähnlich.“ Gleichzeitig wurde bekannt, dass die NPD-Fraktion im sächsischen Landtag Wagner als sozialpolitischen Berater einstellen möchte.
Die WASG erklärte daraufhin, Wagner aus der Partei ausschließen zu wollen. Zwar sei dieser noch formal Mitglied des Bundesvorstandes, habe aber seit langem keinen Kontakt mehr zur WASG. Der sächsische WASG-Landesverband hatte nach Bekanntwerden der Absichten Wagners ein Eilverfahren für seinen Parteiausschluss eingeleitet. Gleichzeitig entzog die WASG Andreas Wagner wegen der angekündigten Mitarbeit in einer rechtsextremen Fraktion bereits alle Rechte als Parteimitglied.
Nach Informationen der Sächsischen Zeitung ermittelte die Justiz gegen Wagner wegen gefährlicher Körperverletzung und Freiheitsberaubung. Mit dem Urteil vor der Strafkammer des Landgerichtes Chemnitz am 17. Oktober 2007 wurde er freigesprochen, das Urteil ist rechtskräftig.